# Bärbel Hähnle
Bärbel Hähnle (ur. 22 listopada 1949 w Hornbergu) – niemiecka lekkoatletka, sprinterka, medalistka mistrzostw Europy. W czasie swojej kariery reprezentowała Republikę Federalną Niemiec.
Zdobyła srebrny medal w sztafecie 4 × 100 metrów na mistrzostwach Europy w 1969 w Atenach z czasem 44,0. Sztafeta RFN biegła w składzie: Bärbel Hähnle, Jutta Stöck, Rita Wilden, Ingrid Becker.